# Tharra gladia
Tharra gladia är en insektsart som beskrevs av Nielson 1975. Tharra gladia ingår i släktet Tharra och familjen dvärgstritar. Inga underarter finns listade i Catalogue of Life.